# لنفوم سلول درآمیخته
لنفوم سلول-درآمیخته آن دسته از لنفوم‌ها هستند که هر دو سلول‌های بزرگ و  سلول‌های کوچک در آن‌ها است. این نامگذاری از یک سیستم نامگذاری پیشین در آسیب‌شناسی می‌آید پیش از آنکه پیشرفت‌های فناوری اجازه توصیف بسیار دقیق تر سلول‌های دچار سرطان شده را بدهد متداول بود.

## تقسیم بندی
در تقسیم‌بندی مش عبارت «لنفوم سلول درآمیخته» تحت عنوان لنفوم غیر هوچکین طبقه‌بندی شده‌است.

## علائم بالینی
لنفوم سلول درآمیخته به عنوان زیرگروهی از لنفوم غیر هوچکین، ممکن است با طیف وسیعی از علائم بالینی همراه باشد. شایع‌ترین نشانه‌ها شامل موارد زیر است:  
- تورم بدون درد غدد لنفاوی در گردن، زیربغل یا کشاله ران.  
- کاهش وزن ناخواسته (بیش از ۱۰٪ وزن بدن در ۶ ماه).  
- تب‌های مکرر بدون علت مشخص.  
- تعریق شبانه شدید.  
- خستگی مزمن و ضعف عمومی.  

## روش‌های تشخیص
۱. بیوپسی غدد لنفاوی: نمونه‌برداری از بافت مبتلا و بررسی آسیب‌شناسی بافتی برای شناسایی ترکیب سلول‌های بزرگ و کوچک.  
۲. آزمایش‌های خون: ارزیابی لاکتات دهیدروژناز (LDH) و شمارش سلول‌های خونی.  
۳. تصویربرداری: سیتی اسکن یا پت اسکن برای تعیین مرحله بیماری و گسترش آن.  
۴. روش‌های مولکولی: آزمایش‌های ژنتیکی مانند فلوسیتومتری یا توالی‌یابی نسل بعدی (NGS) برای شناسایی جهش‌های خاص. 